# 大奧布里格山
47°6′41″N 8°52′57″E / 47.11139°N 8.88250°E

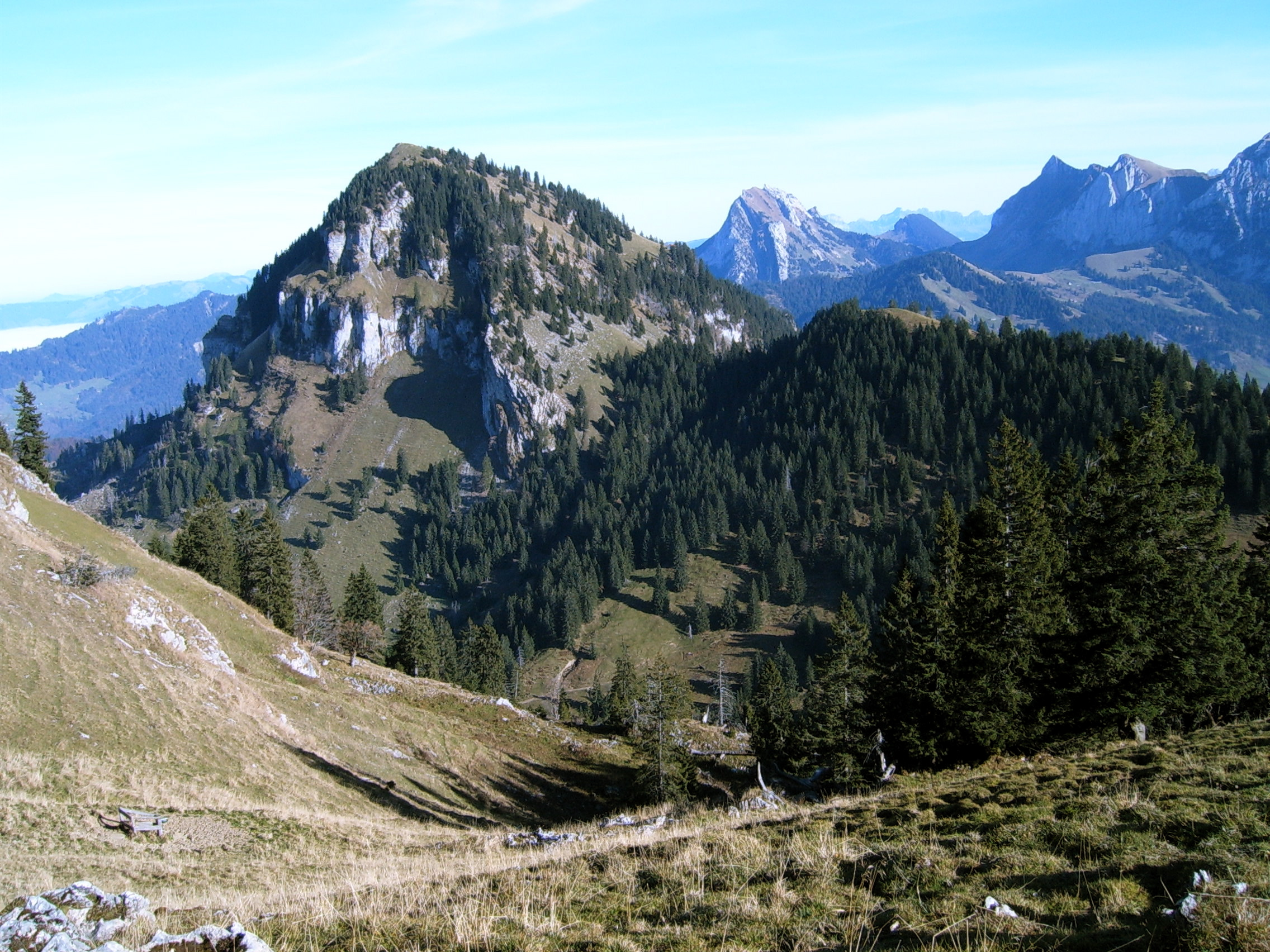

大奧布里格山（Grosser Aubrig），是瑞士的山峰，位於該國中部，由施維茨州負責管轄，屬於施維茨阿爾卑斯山脈的一部分，距離弗呂布里格山4.8公里，海拔高度1,695米。